# アダ戦記
『アダ戦記』（アダせんき）は、堤抄子による日本のファンタジー漫画作品。女性向け月刊漫画雑誌『コミックZERO-SUM』（一賽舎）において、2002年から2005年まで連載された。単行本は全5巻。
中つ星と呼ばれる世界を舞台に世界の終末に立ち向かう人々の姿を描いた作品。堤抄子の作品の特徴である重厚な物語、魅力的な登場人物、人間社会への洞察は、この作品に置いても遺憾なく発揮されている。

## あらすじ
高原の国の朔夜姫は欺瞞に満ちた宮廷の生活に不満を抱いていた。国どころか星全体が長期的な干ばつにより疲弊し、さらに黒き月から月鬼と呼ばれる謎の魔物が現れて人々を襲って回っているというのに、政治の実権を握る占星術師達はそうした状況すら彼女に知らせてはいなかったからだ。
そしてある日、朔夜姫は殺すのにも過ぎる程の災いとされて城の地下牢に幽閉されていた青年と出会う。臣下達の言動に反発した彼女は、青年にアダという名を付け、彼を牢から解き放つ。

## 登場人物
アダ
本作の主人公。凶兆の元に生まれ、占星術師の予言により高原の国の城の地下牢で幽閉されて育てられた。そのため言葉すら話す事が出来なかったが、朔夜姫に言葉を教わり、世界に興味を示す。朔夜姫によってつけられたアダという名は、彼が「世にアダをなすもの」であることを由来にしている。抜群の運動能力を誇り、世界でただ一人月鬼を倒す事が出来る。また、人の心と自分の心を直に繋げてしまうという不思議な力を持つ。
明けの朔夜姫（あけのさくやひめ）
高原の国の姫君。吉祥の元に生まれ、幸いの姫君とも呼ばれている。父王は既に亡く彼女が国の支配者であるが、政治の実権は全て占星術師達が握っており彼女には国の疲弊した状況すら知らされていない。彼女はそうした状況に反発し、アダを牢から解き放つ。また、彼女自身も後に日下彦と共に城を抜け出す。
弓張の日下彦（ゆみはりのくさかひこ）
朔夜姫の婚約者。文武両道に優れた青年。貴公子然とした外見とは裏腹に玉座を狙う野心家としての側面を持つ。そのため朔夜姫からは嫌われているが、自身の野望とはまた別として心から朔夜姫を慕っている。
望月の足日（もちづきのたるひ）
アダが途中立ち寄る村で暮らしていた魔術師。村を月鬼から救ったアダに惹かれ、アダを追って旅を始める。
月波（つくは）
空に浮かぶ二つの月のうちの一つ、白き月（ダイモス）の精霊。強大な力を持ちながらも世の善悪を知らないアダを導こうとする。
月読（つくよみ）
空に浮かぶ二つの月のうちの一つ、黒き月（フォボス）の精霊。人類に月鬼を差し向けている。
月影（つきかげ）
物語の舞台である中つ星（火星）の精霊。中つ星を救う手段を記した日月の書を何処かに隠し、自らも姿を消したとされている。

## ゲド戦記との関係
アダ戦記はタイトルがアーシュラ・K・ル＝グウィンの名作『ゲド戦記』に酷似している。この件については作者の堤抄子自身が単行本1巻の前書きおよび自身のウェブサイトで『（ゲド戦記の様な）抽象性の高い作品を描いてみたいと思っていた』やゲド戦記の2巻のイメージを元に本作の1話になったと述べているため、ゲド戦記へのオマージュとしてこのタイトルが付けられたと思われる。

## 単行本
1. 2003年発行 ISBN 4-7580-5016-3
2. 2003年発行 ISBN 4-7580-5049-X
3. 2004年発行 ISBN 4-7580-5080-5
4. 2005年発行 ISBN 4-7580-5122-4
5. 2005年発行 ISBN 4-7580-5174-7